# Ahmed Reda Madouni
Ahmed Reda Madouni (arabul: أحمد رضا مادوني; Casablanca, Marokkó, 1980. október 4. –) algériai labdarúgóhátvéd.
2005-ben két alkalommal szerepelt az algériai válogatottban.

## Sikerei, díjai
Borussia Dortmund
- Német bajnokság (Bundesliga)
  - bajnok: 2001–02

 Al-Gharafa
- Katari bajnokság
  - bajnok: 2007–08